# Грумант
Грумант (на норвежки: Grumant; на руски: Грумант) е консервирано руско селище в Свалбард, Норвегия.
Създаден е като руско селище през 1912 г., става съветско, изселено е през 1965 г. Населението му е най-голямо през 1951-1952 г., когато градът, заедно с пристанищното селище Колесбукта, е имал 1106 жители.
„Грумант“ е поморски топоним, използван и за цял Свалбард. Думата може би произлиза от Гренландия, с която архипелагът често е объркван.